# 和谐3型电力机车
和谐3型电力机车（HXD3），早期被称为SSJ3型、DJ3型和神龙1型（東芝公司定型為EL72型），是中国铁路的電力機車车型之一，由中国北车集团大连机车车辆有限公司和日本东芝公司联合开发研制。该型机车是为满足中国铁路重载货运需要而研发的大功率交流传动干线货运用六轴电力机车，采用交—直—交流电传动，持续功率为7200千瓦，最高运行速度为120公里/小时。

## 发展历史

### SSJ3型电力机车

#### 背景
随着中国经济持续增长，铁路货运需求也随之增加。由1997年至2001年，中国铁路已成功地实施了4次大提速，但由于主要干线仍然存在“客货混跑”的局面，在提高旅客列车速度的同时还必须兼顾货物列车的速度、密度和重量等因素，而货物列车的运行速度已经成为客运提速的制约因素之一，因此在客运专线网络成型、客货分流获得实现之前，开行重载货物列车的同时还必须提高货物列车的速度，以缓解货运列车和客运列车争夺线路运输能力的矛盾。中国铁道部的《铁路机车车辆工业科技发展「十五」计划纲要》中明确提出，第十个五年计划期间中国要研制最高速度120公里/小时的货运电力机车，并採用国外流行的交流传动技术，提升国产机车的设计製造水平。为了研制一种能够满足中国铁路货运需要的新型电力机车，大连机车车辆厂就机车采用直流或交流传动、六轴或八轴、以及功率和轴重等级等技术议题进行了论证和分析，最终决定以发展大功率交流传动货运电力机车的方向，开发目标为Co-Co轴式、单轴功率1200千瓦、最高速度为120公里/小时的六轴电力机车，设计牵引定数5000吨。
早于1999年，大连机车车辆厂已经开始与日本东芝公司进行技术合作，首先在大连快轨车辆项目上取得了成功，首次引进了东芝的交流传动牵引系统。在大连快轨车辆项目合作初期，大连机车车辆厂与东芝公司商定，将干线电力机车的交流传动技术作为大连快轨车辆项目的一个不可分割的部分，为引进东芝公司在交流传动技术和机车生产工艺方面的先进技术作好准备，以提高大连机车车辆厂大功率交流传动机车的技术水平。大连机车车辆厂于2001年开始为交流传动货运电力机车的开发研制进行了大量的前期研究和论证，確定了同东芝公司合作的发展战略。2001年6月，大连机车车辆厂正式向中国铁道部提出申报开发项目，随即得到铁道部科技司获准立项。2001年12月，经过12次的双方技术会谈后，大连机车车辆厂与东芝公司正式签订了关于共同开发六轴交流传动货运电力机车的合作协议书。

#### 研制
根据协议，新机车由大连机车车辆厂担当机车总体设计，生产车体、转向架、制动系统，并负责机车的组装和调试；而东芝公司负责设计和提供主变流器、辅助变流器和微机控制系统。按照中国铁道部对铁路机车「标准化、系列化、模块化、信息化」的要求，新机车采用了集成化、模块化的设计，整台机车三维设计由Pro/ENGINEER设计软件完成。车体采用框架式整体承载结构和标准化司机室，车体外观是在韶山7E型电力机车基础上对车头线形进行了部分调整，前窗采用一整体玻璃以改善嘹望视角。机车采用交—直—交流电传动，使用由东芝提供的水冷IGBT牵引变流器、1250千瓦异步牵引电动机、机车控制监视系统（TCMS），并且在中国铁路机车首次采用轴控技术，而非架控技术。架控方式即是当转向架中有一台牵引电动机出现故障时，机车只能关闭整个转向架上的所有牵引电动机，并损失一半牵引力，但采用轴控技术的机车在同样情况下就可以单单关闭故障电动机，其它未故障的两台电动机仍可继续运转，机车牵引力仅损失六分之一。
2002年9月，大连机车车辆公司和东芝公司共同出资，在大连保税区成立了大连东芝机车电气设备有限公司。2002年10月，开始机车技术设计，并由大连机辆公司技术开发部副部长刘会岩担任项目总体主管设计师；2003年5月，开始进行施工设计；2003年10月，进入试制阶段；2003年12月31日，首台机车在大连机辆公司落成。2004年4月，经铁道部批准，该台机车被定型为SSJ3型，其中“SS”代表“韶山”系列电力机车、“J”代表交流传动。由此，韶山交流3型電力機車，成為最後一款“韶山”系列电力机车，亦是“韶山”系列中唯一採用交流電傳動的機車。而東芝公司則將此型機車定型為EL72型，當中「EL」指出口型電力機車，「72」指牽引功率為7200千瓦。

#### 试验
2004年4月26日，经过一段时间的厂内调试后，SSJ3型0001号机车在大连机辆公司下线，随即赴中国铁道科学研究院北京环形铁道试验基地。2004年4月27日至7月4日，机车进行了历时二个多月的型式试验，包括制动试验、接地回流、受电弓静态特性、动力学调试、牵引性能试验等项目；期间，机车于2004年5月下旬在北同蒲铁路大西至原平间，完成了23、25吨轴重状态下动力学性能试验，机车最高试验速度达到139公里/小时。
2004年7月30日，SSJ3型电力机车在沈阳铁路局金州机务段投入运用考核，在沈大铁路苏家屯至金州区间担当5000吨重载货物列车的牵引任务。在此期间，为配合准备中国铁路第六次大提速的需要，SSJ3型电力机车于2005年5月17日至6月6日前往重庆市境内的遂渝铁路，参与铁道部组织的“遂渝线200公里/小时提速综合试验”；试验区段为合川至北碚北站，试验项目包括验证120公里/小时货物列车、120公里/小时双层集装箱列车对地面线路和桥梁设备的影响、单线隧道的空气动力学性能、弓网受流性能、制动性能等。试验过程中，当SSJ3型电力机车牵引3100吨空重混编货物列车时，最高时速达到136公里/小时，创造了中国铁路货运列车的最高时速；当机车牵引2100吨的双层集装箱列车时，最高时速达131公里/小时。2005年10月18日，SSJ3型电力机车完成了在沈阳铁路局进行的20万公里运用考核。2005年11月，铁道部安排对SSJ3型电力机车各主要部件拆解检查、试验。
2006年1月，SSJ3型电力机车再次被送往北京环形铁道，参与铁道部科技司、运输局装备部组织的“提速货车120公里/小时环行线第二阶段可靠性试验”，担当牵引提速试验货物列车，以进行提速货车的动力学试验研究。至2007年10月完成了全部试验，机车共计走行18万公里，每天运行154圈共计1309公里。2008年，SSJ3型机车返回大连机辆公司进行首次中修，至2009年初完成中修后正式配属沈阳铁路局苏家屯机务段。

### HXD3型电力机车

#### 背景
自2003年刘志军出任中华人民共和国铁道部部长后，提出并实施铁路“跨越式发展”，以尽快缩小在铁路机车车辆装备上与国际先进水平的差距。2003年11月，中国铁道部与中国南车、北车集团及其重点企业共同制定了《加快铁路机车车辆装备现代化实施纲要》，并选择了6家机车制造企业作为引进先进技术和自主创新依托的主体。2004年1月，中国国务院常务会议通过了《中长期铁路网规划》；2004年4月，国务院常务会议研究通过的铁路机车车辆装备现代化实施方案明确指出，“加快我国铁路运输装备现代化，要按照引进先进技术、联合设计生产、打造中国品牌的总体要求，力争在较短时间内，使我国机车车辆生产能力达到世界先进水平”。根据国务院确立的上述方针，中国国家发改委与铁道部于2004年7月联合下达了《大功率交流传动电力机车技术引进与国产化实施方案》，正式开始了新型交流传动电力机车的采购过程。
2004年6月18日，由中国铁道部委托中国技术进出口总公司承办进行“大功率交流传动电力机车采购和技术引进项目”正式展开招标。同年10月27日，大连机车车辆公司、东芝公司和中国铁道部在北京签订了《大功率交流传动电力机车采购和技术引进项目》全部合同，共同获得了60台交流传动货运电力机车的订单，合同总金额达12.5亿元人民币。同时，永济电机厂并与东芝公司签订《大功率交流传动电力机车采购和技术引进项目电机技术转让合同》，负责承担牵引电动机的技术引进和国产化工作。

#### 研制
根据合同规定，这批机车由大连机辆公司和东芝公司联合设计，其中首4台机车（0001～0004）由东芝公司总装，大连机辆公司提供车体、转向架等结构部件，并整车进口中国；另外12台机车（0005～0016）为进口散件国内组装，东芝提供变流器、牵引电动机等原装电气设备部件，由大连机辆公司组装；最后44台（0017～0060）为国产化生产阶段，通过技术转让由大连机辆公司、永济电机厂生产主要电气部件，国产化率可达到85%。
经铁道部批准，新机车初期被定型为DJ3型，其中“D”代表电力机车、“J”代表交流传动。DJ3型电力机车是以SSJ3型电力机车及日本货物铁道EH500型电力机车作为技术平台，为满足中国铁路重载货运需要而研发的大功率交流传动干线货运用六轴电力机车，机车总体结构与SSJ3型机车大致相同，采用交—直—交流电传动，水冷IGBT牵引变流器、1250千瓦异步牵引电动机、机车控制监视系统（TCMS），持续功率为7200千瓦，最高运行速度为120公里/小时。

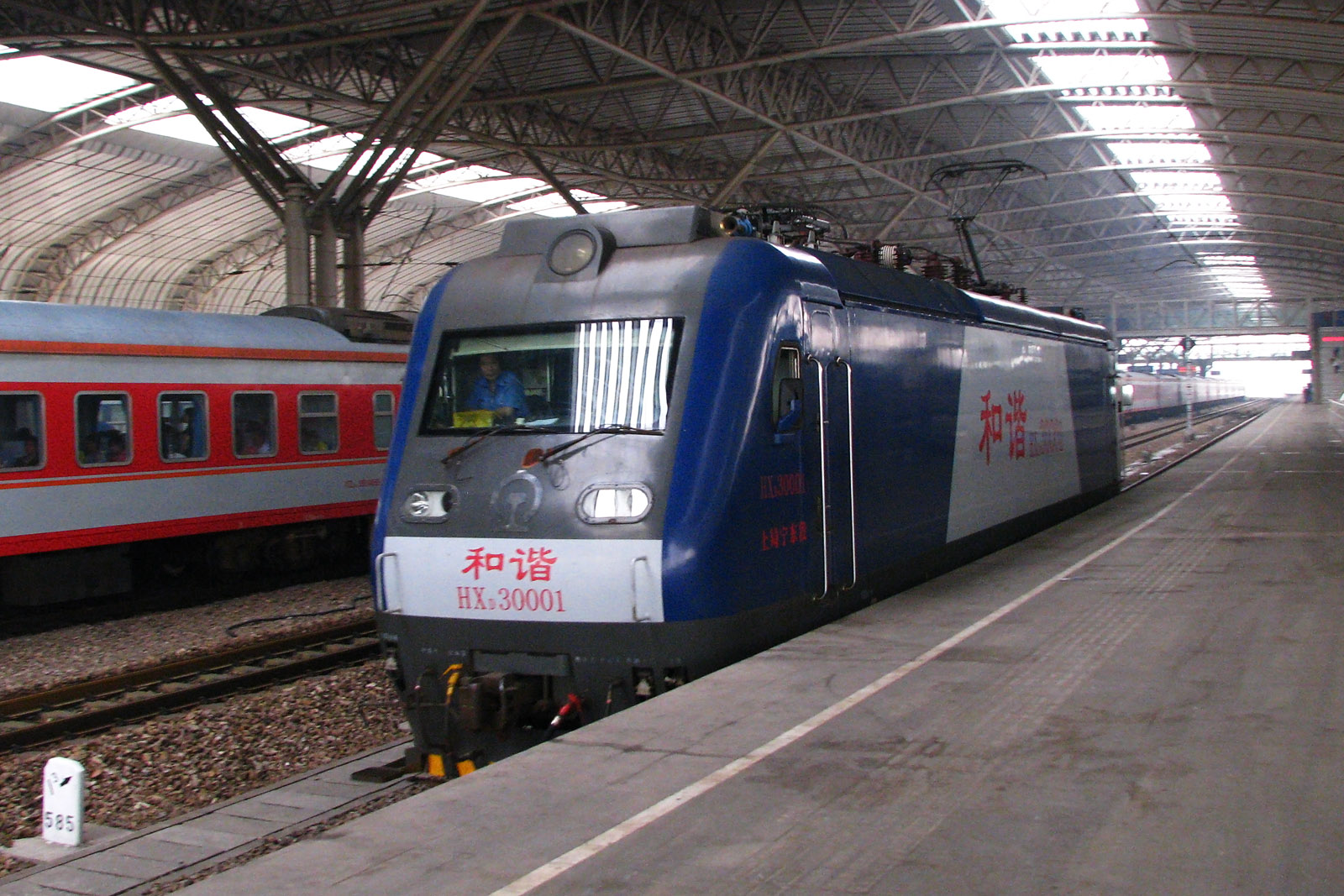
从日本整车进口的HXD3型0001号机车（原为DJ3-0001）

2005年，DJ3型电力机车项目进入执行阶段，由东芝公司委托大连机辆公司提供首4台机车的车体、转向架开始投入生产。2005年5月6日，大连机辆公司再获铁道部的180台DJ3型电力机车采购合同，其中60台机车由北京二七机车厂分包生产。2005年12月，首台机车的车体、转向架发运往日本。2006年6月，首4台整车进口的DJ3型电力机车由日本运抵大连。0001号机车随后被送往北京环形铁道，进行25吨轴重状态下的型式试验。按铁道部安排，该台机车于2006年8月赴郑州铁路局新乡机务段，在京广铁路新乡至安阳间和太焦铁路、新月铁路新乡至晋城北间进行23、25吨轴重状态下动力学性能试验，机车在京广线上的最高试验速度达到132公里/小时。
2006年10月，首台由大连机辆公司生产的国产化机车（0017）落成，同时车型由DJ3型更名为“神龙1型”（SL1）；同年11月下旬至12月上旬，神龙1型0017号机车在郑州铁路局、武汉铁路局管内京广铁路、太焦铁路完成了动力学性能试验。2006年12月8日，首批国产化机车下线出厂并交付使用；同时中国铁道部正式批准将新型大功率交流传动电力机车系列统一命名为“和谐型”，神龙1型电力机车更名为HXD3型，其中“HX”是“和谐”的汉语拼音首字母缩写、“D”代表电力机车、“3”为大连机车车辆公司的生产厂商代号，通称为“和谐”3型电力机车。
2006年12月28日，首台由北京二七机车厂在大连机辆公司协助下试制的HXD3型电力机车（0061）下线。根据二七厂的生产计划，第一批5台机车（0061～0065）由大连机辆公司协助组装并参与组装、调试培训；第二批2台机车（0066～0067）的大部件从大连购买，并在二七厂的流水线上组装；第三批3台机车（0068～0070）的车体钢结构大部件由二七厂自制；从第4批机车为批量生产车。

#### 运用
| HXD3型电力机车订单列表 | HXD3型电力机车订单列表 | HXD3型电力机车订单列表 | HXD3型电力机车订单列表 |
| ---------------------- | ---------------------- | ---------------------- | ---------------------- |
| 订单日期               | 大连                   | 二七                   | 大同                   |
| 2004年10月27日         | 60                     | /                      | /                      |
| 2005年5月6日           | 120                    | 60                     | /                      |
| 2008年2月18日          | 400                    | 400                    | /                      |
| 2009年10月22日         | 200                    | 50                     | 150                    |
| 2010年6月              | /                      | 40                     | /                      |

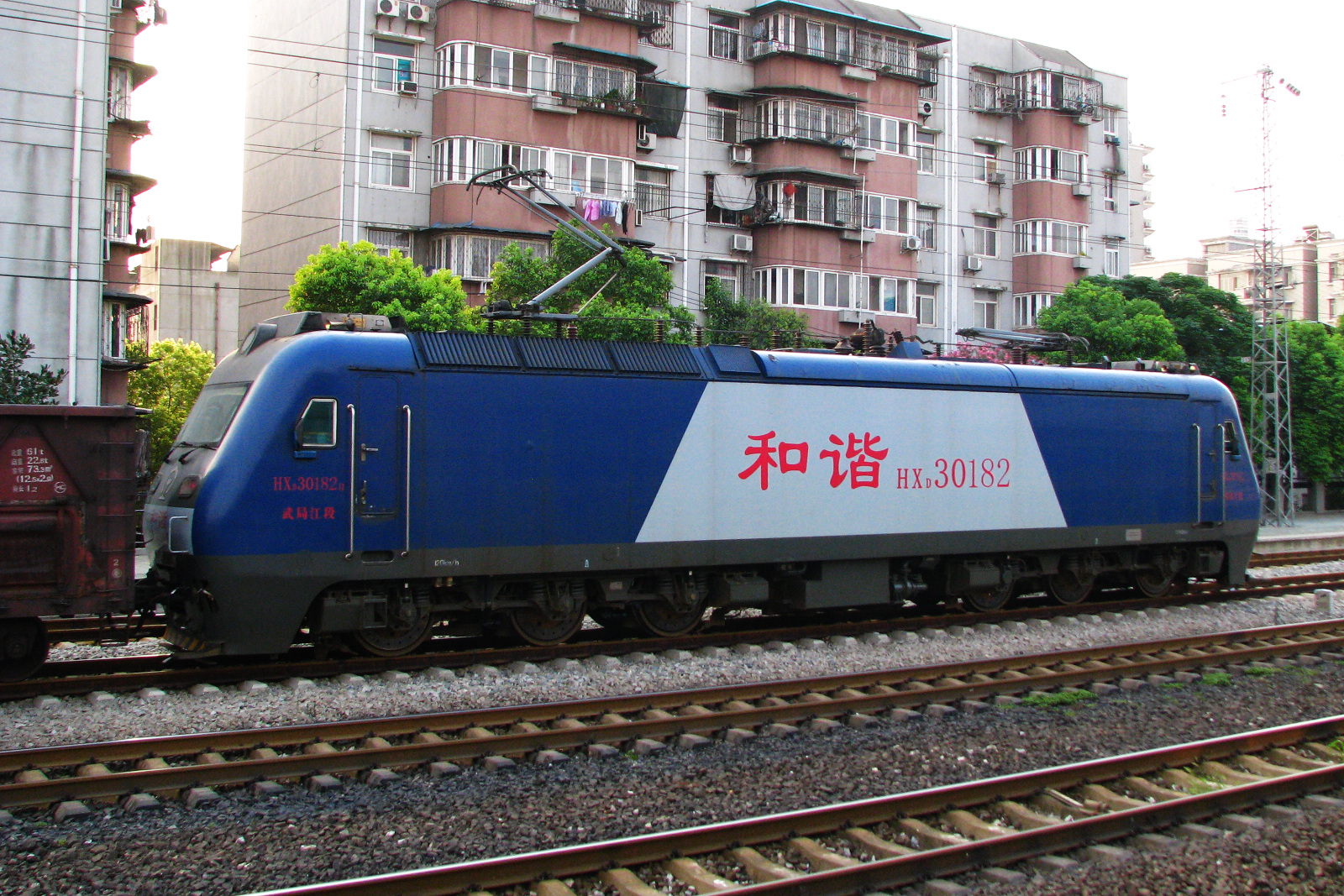
江岸机务段的HXD3型0182号机车

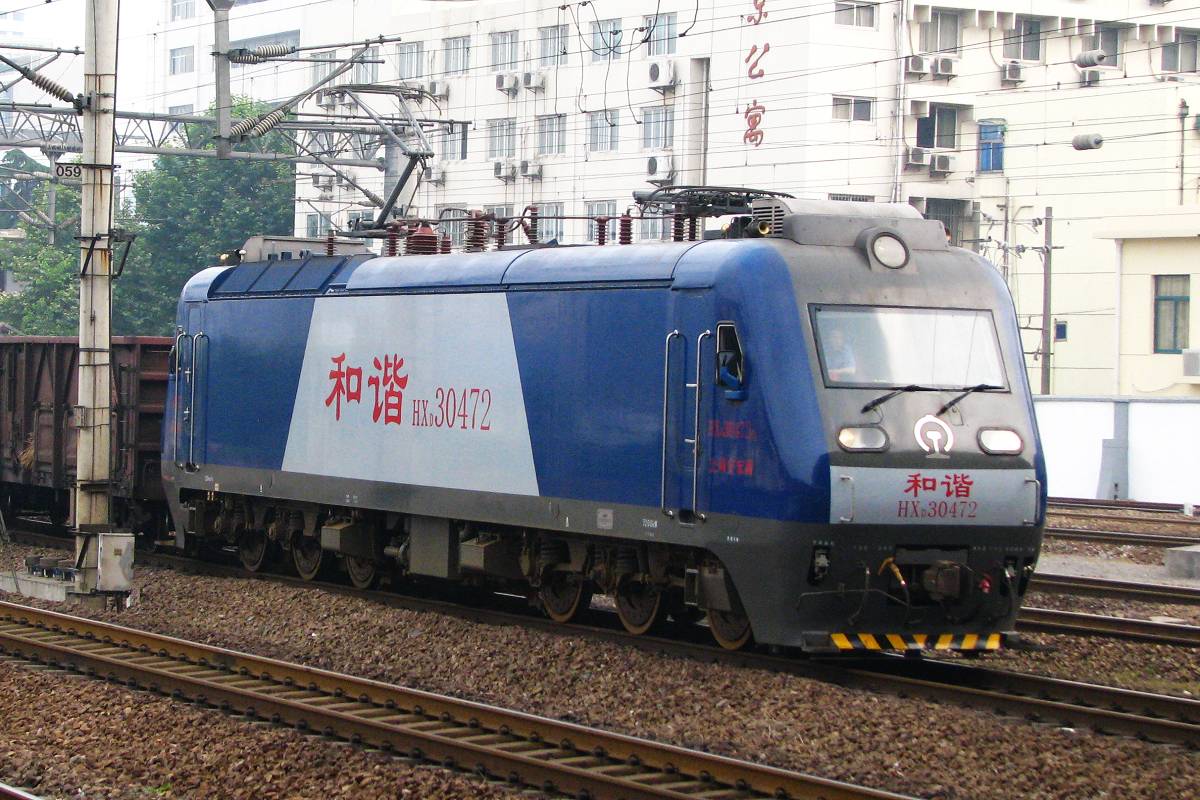
用于牵引货运列车的HXD3型0472号机车

2006年12月起，首两批共240台HXD3型电力机车（0001～0240）开始配属上海铁路局南京东机务段（125台）、武汉铁路局江岸机务段（115台）投入运用，成为中国鐵路第六次大提速中幹線貨運重載、快捷運輸的主型电力机车，主要担当京沪铁路南翔、南京东、徐州北、济南西间主要6000吨技术直达、直通列车的牵引任务、以及京广铁路江岸西（武汉北）至郑州北、孟宝铁路漯河至平顶山东间的6000吨货物列车牵引任务，部分机车更于2008年春运期间开始担当牵引旅客列车；首批240台机车于2008年初交付完毕。
2008年2月18日，中国铁道部与大连机车车辆公司签订第三批HXD3型电力机车的销购合同，共计400台机车（0241～0640），合同总值近60亿元人民币。2008年10月，北京铁路局丰台机务段也开始配属HXD3型机车，主要担当京广铁路丰台西至郑州北、京沪铁路丰台西至济南西间的货运列车牵引任务。2008年12月10日起，上海铁路局上海机务段开始支配部分南京东机务段的HXD3型机车，担当部分沪昆铁路上海南至株洲间的旅客列车交路。2009年3月，济南铁路局济南西机务段青岛运用车间配属HXD3型机车，担当牵引部分旅客列车；同时，郑州铁路局郑州机务段也开始使用HXD3型机车，主要用于陇海铁路郑州北至徐州北间的货物列车牵引任务。2009年4月，为扩充入川铁路运输能力，以满足四川省汶川大地震的灾后重建需要，西安铁路局新丰镇机务段从丰台机务段、江岸机务段等地调入120台HXD3型电力机车，主要投入到宝成铁路运用，用于牵引新丰镇至成都北的货物列车，以及在秦岭北坡区段（宝鸡至秦岭）担当补机任务。
由于大连机辆公司需要同时应付HXN3型内燃機車和HXD3B型電力機車的研制和生产，生产能力紧张，而此时大同电力机车公司已于2008年12月完成了HXD2型電力機車的生产任务，正处于HXD2B型电力机车投产前的生产空档期。因此，根据中国北车集团的统一部署，从2009年初开始将部分HXD3型机车的生产任务交给同车公司负责，但机车驱动装置、主变压器等配套部件仍然由大连机辆公司提供。2009年6月，首台由大同电力机车公司生产的HXD3型电力机车（8001）下线，随后在北京环形铁道进行称重、限界、受电弓静态动态受流、基础制动装置性能等型式试验项目；同年7月23至26日，该台机车在太焦铁路新乡至晋城北间、京广铁路新乡至安阳间进行了动力学动应力试验。
2009年10月22日，中国铁道部与中国北车集团代表又签订了第四批HXD3型电力机车的销购合同，共计400台机车，其中大连机车车辆公司250台（含北京二七轨道交通装备公司50台）、大同电力机车公司150台，合同总金额57.1亿元人民币，这批机车已于2010年底交付完毕。2010年6月，铁道部向大连机辆公司采购390台7200千瓦电力机车，总值58.5元人民币；按铁道部要求，其中350台机车为具有列车供电装置的HXD3C型客货运通用电力机车，其余40台机车仍为HXD3型货运电力机车，并分包给二七公司生产。根据机车在批量生产和运用过程中发现问题，大连机辆公司对从0891号开始的HXD3型电力机车的电气系统作出了改进，包括改善了无人警惕装置、制动系统控制等，并与东芝公司合作对机车微机网络系统的硬件接口定义及软件控制逻辑进行了升级。
2010年，HXD3型电力机车获得2010年度国家科学技术进步一等奖，申报项目名称为“六轴7200kW大功率交流传动电力机车的研发及应用”。截至2012年1月，大连公司、二七公司、同车公司已经累计生产了1080台HXD3型电力机车，配属到上海、郑州、西安、济南、北京、兰州、南昌、沈阳等10个铁路局共17个机务段。而俗稱「中華第一車」、經蒙古往來北京及莫斯科的K3/4次列車，在豐沙鐵路、京包鐵路及張集鐵路上使用本型機車或衍生型HXD3C牽引。

## 技术特点

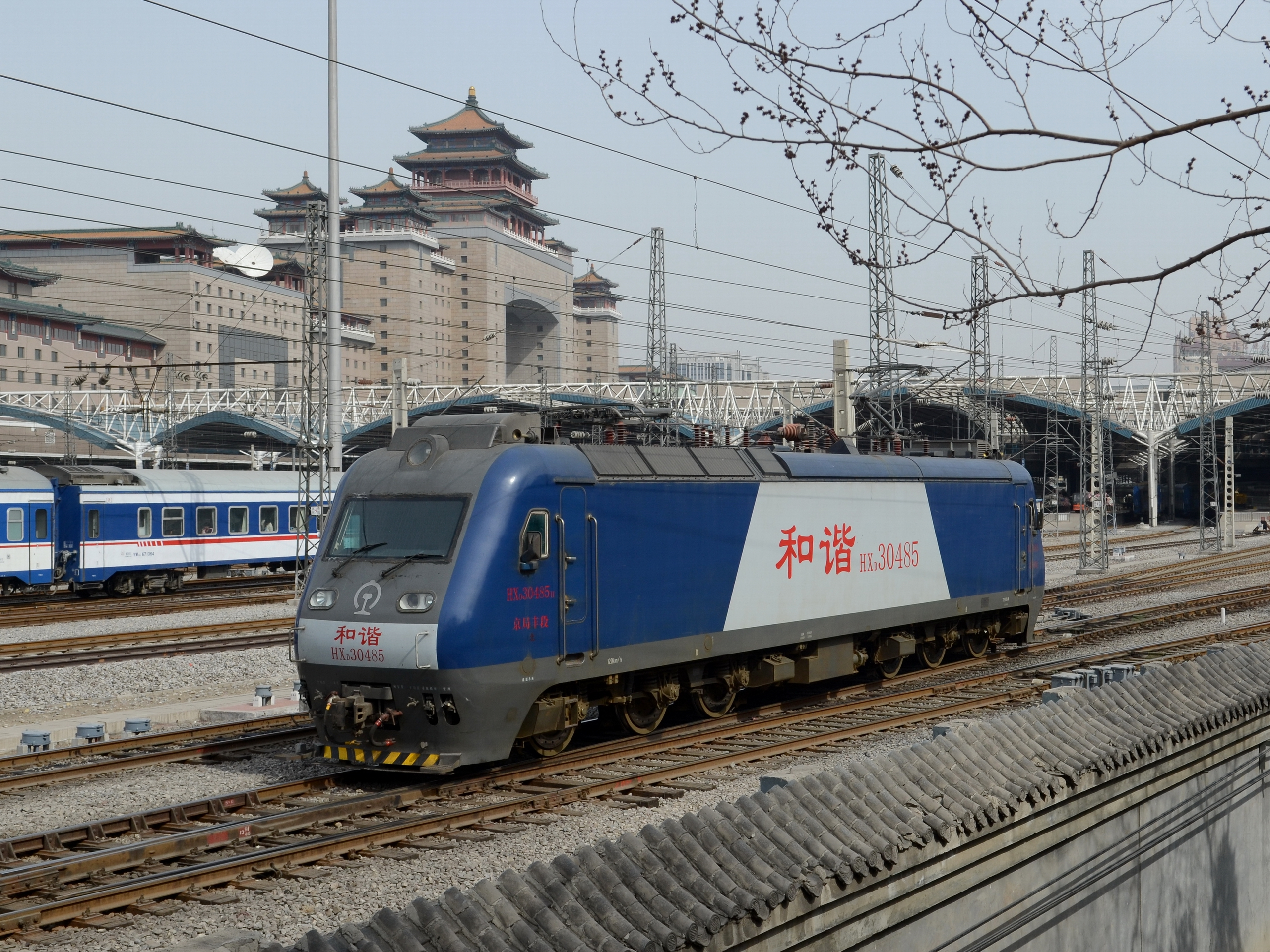
HXD3型0485号电力机车，在北京西客站

### 总体布置
HXD3型电力机车是六轴大功率干线货运用电力机车，车体采用框架式整体承载结构及模块化设计，两端各设有一个司机室，司机可在任何一端司机室对机车进行控制；车内设备布置以两侧屏柜化、平面斜对称布置，并设宽700毫米的中央通道，通道左右两侧设有主变流装置、通风机、空气压缩机等设备，车上并为司机提供了冰箱、微波炉、卫生间等生活设施。每台机车车顶设有两台DSA-200型单臂式受电弓，其他车顶外置设备包括高压隔离开关、高压电压互感器、真空断路器、避雷器、接地开关等高压电器；在中央顶盖上设有检修升降口，由此上车顶进行检修和维修作业（在名為韶山交流3型的原型機車右側，另設有排氣口；其後的所有和諧3型，則將通風口與升降口合二為一）。牵引变压器采用卧式悬挂结构，吊装于车底中部。 
机车冷却系统主要包括主变压器系统冷却、主变流装置系统冷却、牵引电动机冷却、辅助电源装置冷却、空气压缩机的冷却及包括卫生间通风及车内换气等，机车采用车体独立通风方式，从侧墙上部进风百叶窗吸入冷风，通过独立冷却风道向发热部件冷却后从车底排出，并维持机械间呈微正压，改善机车防尘效果及防寒性能。机车轴式为Co-Co，持续功率为7200千瓦；机车标准轴重为23吨，并可以通过增加压铁提高到25吨。空气制动系统采用克诺尔公司的“CCB II”微机控制电空制动系统；机车单机以120公里/小时的速度在平直道上施行紧急空气制动时，最大制动距离 小于800米（23吨轴重）或900米（25吨轴重）。

### 电气系统

#### 主电路
HXD3型电力机车是交—直—交流电传动的单相工频交流电力机车，机车主电路由主变压器、牵引变流器、牵引电动机三大部分构成。每台机车设有6套完全独立而又相同的牵引变流单元，分别安装在2个牵引变流柜内，分别为2台转向架上的6台牵引电动机供电。接触网导线上的25千伏工频单相交流电电流，经受电弓、主断路器进入机车后再输入主变压器，交流电经过主变压器的6个牵引绕组降压后向牵引变流单元供电；单相交流电经过6组四象限脉冲整流器整流为直流电，然后向电压为2800伏特的中间直流回路供电，再由6组牵引逆变器转换成三相交流电输出，每组逆变器向一台异步牵引电动机供电，实现机车的轴控驱动，使牵引电动机产生转矩，将电能转变为机械能，经过齿轮的传递驱动轮对。如果其中一组牵引变流单元发生故障，机车可自动切除故障单元，其余单元仍正常工作，机车仍可保持六分之五的牵引动力。
主变压器型号为JQFP2-9006/25(DL)，为一体化多绕组（全去耦）变压器，具有高阻抗、重量轻等特点，采用下悬式安装、强迫导向油循环风冷却，绝缘介质为普通矿物油；高压引线采用法国耐克森公司（Nexans）的高压端子产品，在低压套管出线装置中采用了新型合成树脂的出线装置，具有安装拆卸方便，可靠及使用寿命长的特点。
每台机车装有两台牵引变流柜，每台牵引变流柜内含有三组牵引变流器单元和一组辅助变流器；每组变流器单元由一个四象限脉冲整流器、一个中间直流环节、一个两点式电压型PWM逆变器组成，通过高次谐波整流和错开各组控制载波的相位，从而降低高次谐波和提高功率因数；功率控制模块采用水冷IEGT（高耐压IGBT系列电力电子器件）变流模块（4500V/900A），中间直流电压为2800伏特。主变流器采用亚乙基二醇纯水溶液作为冷却液，确保在零下40℃时不冻结。主变流器水冷和主变压器油冷采用FL220型复合冷却器，水、油冷却器采用复合型全铝合金板翅式高效循环冷却结构，依靠复合冷却器风机进行强制风冷。
HXD3型机车采用YJ-85A型牵引电动机，由永济电机公司引进日本东芝公司的技术生产（东芝型号：SEA-107），其为四极鼠笼式三相异步牵引电动机，电动机采用全叠片结构，额定功率为1250千瓦，额定电压为2150伏特，冷却方式为强迫通风，采用矢量控制方式实现电动机的转矩控制。

#### 辅助电路
HXD3型机车设有两个IGBT辅助变流器（APU），辅助供电电路由主变压器二次侧辅助绕组供电。辅助变流器通过使用PWM整流器单元把从主变压器供电的单相交流电转换为恒定电压的直流电，再供通过逆变器单元转换为三相交流电。 正常情况下两个变流器基本上以50%的额定容量工作，其中一个为恒频恒压变流器（CVCF），为机车辅助电动机供电；另一个为变频变压变流器（VVVF），向两台复合冷却器风机和六台牵引通风机电动机等设备供电。当某一套辅助变流器发生故障时，另一套辅助变流器可以承担机车全部的辅助电动机负载，此时该辅助变流器按照CVCF方式工作，确保机车辅助供电系统的可靠性。

### 控制系統
HXD3型电力机车采用机车控制监视系统（TCMS），该网络控制系统以日本成熟的列车通信网络技术为基础，结合国际标准的列车通信网络（TCN）开发研制而成。网络控制系统为分布式计算机体系，按功能可划分为列车控制级、车辆控制级和传动控制级。机车控制系统以TCMS为核心，采用微处理器，分别与显示单元、主变流器、辅变流器通过RS-485串行总线进行通信，机车与机车之间的重联通信采用半双工总线式10Mbps以太网进行传输。TCMS具有机车顺序逻辑综合控制、机车牵引力和制动力控制、机车空电联合制动控制、机车主辅电路保护控制、机车防空转防滑行保护控制、机车重联控制、机车轴重转移补偿控制、机车定速控制、系统实时监测诊断、故障信息记录和显示等众多功能。系统采用冗余设计，设有两套控制环节，一套为主控制环节（Master），一套为热备控制环节（Slave）。

### 转向架

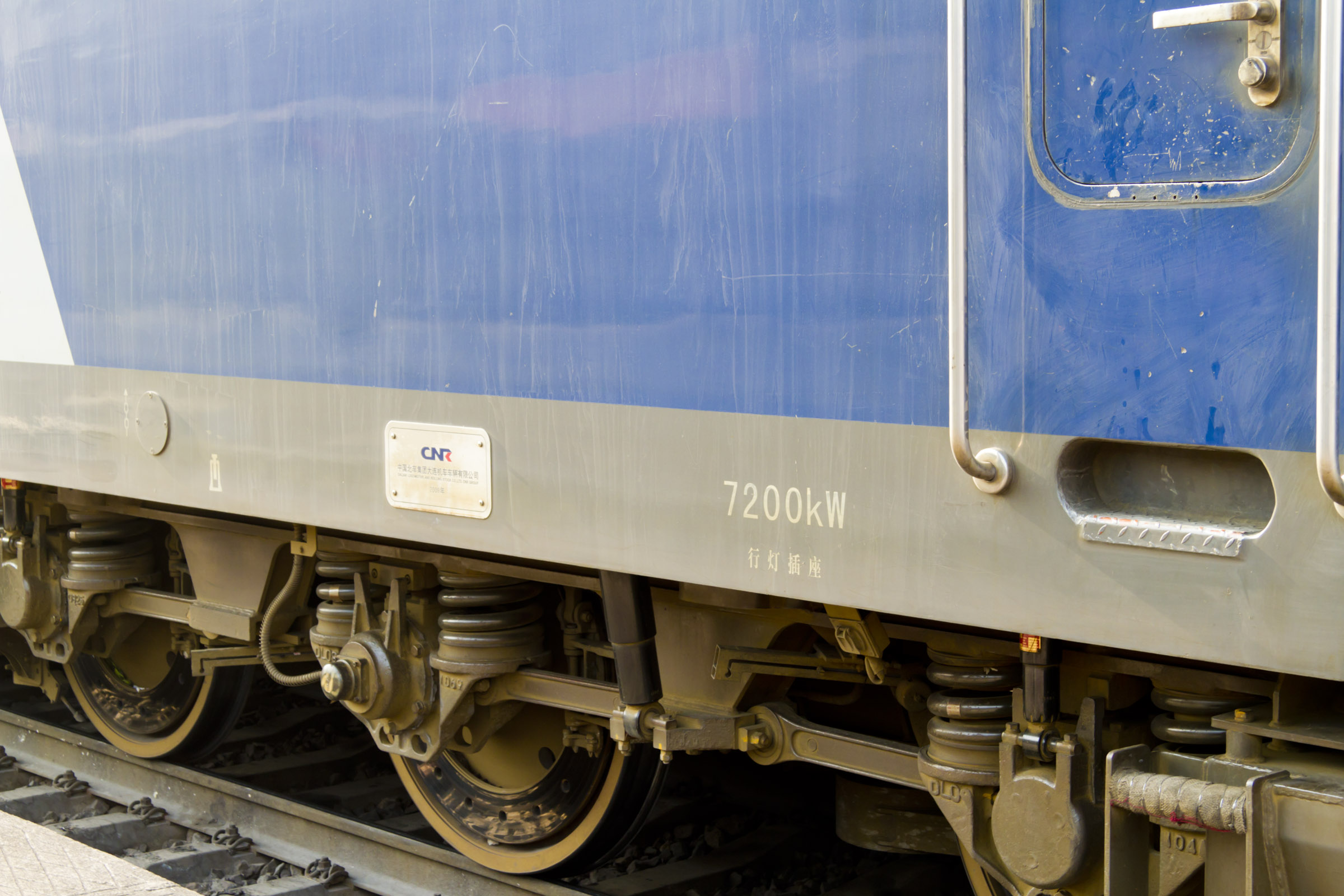
HXD3型机车的转向架

机车走行部为两台完全相同的TT-78型三轴转向架，转向架构架采用钢板焊成箱形结构的“目”字型构架，轮对轴箱采用单拉杆定位，车轮为德国进口整体辗钢车轮。一系悬挂采用螺旋弹簧及橡胶垫，配合轴箱拉杆及垂向油压减震器；二系悬挂为高圆螺旋弹簧，配合垂向油压减震器和抗蛇行油压减振器。牵引力或制动力通过低位推挽式水平牵引拉杆传递。HXD3型电力机车所采用的SET-553型驱动装置由德国福伊特公司设计、大连机车车辆公司实现国产化生产，中国铁道部于2006年向福伊特公司批出总值1,450万欧元的合同，订购1,440组驱动装置，供首240台HXD3型机车使用，其中驱动装置的从动及主动齿轮已先后于2007年及2008年实现国产化。驱动装置主要包括铸造齿轮箱、抱轴箱体、主从动齿轮等部件，牵引电动机采用滚动轴承抱轴式半悬挂、单边单级刚性斜齿轮传动。基础制动装置为轮盘制动，车轮安装有克诺尔公司的铸铁摩擦盘，每个车轮安装一套独立的单元制动器，其中每个转向架有两套单元制动器具有弹簧停车储能停放制动功能。转向架并设有轮缘润滑装置和踏面清扫装置。机车具有良好的曲线通过性能，机车能以时速5公里的速度安全通过半径为125米的曲线，并应能在半径250米的曲线上进行正常摘挂作业。

### 技术问题
在首批HXD3型机车投入服务初期，有部份机车曾出现蓄电池充电电压过低的问題，其原因包括电池由出厂到装车之间的库存期过长、充电时间不足等引致的。另外，机车运行环境的温度也会对其蓄电池容量有影响。除此之外，在首57台投入运用的机车中，有10台机车曾发生牵引电动机电流及电压过高的问题，其原因为在机车制造期间，厂方未正确选择机车速度传感器的接口电路板，使机车在运行期间，其控制板不能测量当前运行速度，使牵引逆变器的输入电流及电压出现错误，導致牵引电动机有机会过压过流；通过改用与传感器匹配的接口电路板，其问题也得以解决。

## 重大事故
- 2008年9月3日早上约6时23分，上海铁路局南京东机务段的HXD3型0050号机车（济南铁路局济南西机务段乘务员值乘），牵引电货10135次货物列车经由京沪铁路运行。当列车运行至山东省济宁市境内邹城站附近时，机车机械间突然起火，司机随即将列车停于邹城市岚济路郭庄公铁立交桥上，并用灭火器进入机械间扑救及通知调度指挥中心，邹城市消防大队调集3部消防车21名消防官兵赶赴现场，至6时45分将火扑灭[31]；此后该台机车在南京东机务段内完成修复。
- 2010年5月23日凌晨2时10分，配属上海铁路局南京东机务段、由上海机务段支配的HXD3型0199号机车（南昌铁路局向塘机务段鹰潭车间乘务员值乘），牵引由上海南开往桂林的K859次旅客列车经由沪昆铁路运行。当列车运行至南昌铁路局管内余江至东乡间K698+945M处时，由于当地连日降雨，造成山体滑坡，列车运行至该路段时坍塌体落下线路，造成机车脱轨、机后1位至5位车辆颠覆、6位至8位车辆脱轨，是为2010年沪昆铁路列车脱轨事故。事故导致19人死亡、11人重伤、60人轻伤，构成铁路交通重大事故[32]。为便于清理现场和尽快恢复通车，该台机车被就地报废及切割。
- 2012年11月20日晚上11时40分，原配属上海铁路局南京东机务段的HXD3型0083号机车，无火回送至西安铁路局新丰镇机务段途中，在义马站进行调车作业时因车站防溜措施不到位，导致五台回送机车与本务机车连挂时发生溜逸，第一位的HXD3型0083号机车冲出尽头线土挡并脱轨，掉落到铁路下方的涵洞口。事故没有造成人员伤亡，陇海铁路的运行也未受影响[33]，构成铁路交通一般D2类事故。救援长达40多小时，洛阳车务段承担责任。
- 2013年6月9日下午4時37分，北京铁路局丰台机务段的HXD3型0562号机车，牵引60263次货物列车运行至天津北环线山岭子站至胡张庄线路所区间K28+200处，因中铁二十一局在线路附近施工的水泥搅拌桩钻机支架侵入铁路，被60263次货物列车撞上，导致机车司机室严重受损，构成铁路交通一般C类事故。
- 2016年8月31日清晨4时50分，西安铁路局新丰镇机务段的HXD3型0203号机车，由武汉铁路局江岸机务段司机值乘，与HXD3型736号机车重联牵引X25206次货物列车（总重4441吨）；当列车运行至宁西铁路淮源至桐柏间，速度约72公里/小时，司机发现前方山体滑坡，立即采取紧急制动措施，停车检查发现203号机车前转向架脱线，736号机车和后部车辆正常。